# Meride
Meride (der Name wird auf der ersten Silbe betont: Méride) war bis am 13. April 2013 eine politische Gemeinde im Kreis Riva San Vitale, im Bezirk Mendrisio des Kantons Tessin in der Schweiz.

## Geographie
Das Dorf liegt auf 582 m ü. M. am Hang des Monte San Giorgio und 3 Kilometer (Luftlinie) nordwestlich des Bahnhofs Mendrisio der Linie Bellinzona-Lugano-Chiasso der Schweizerischen Bundesbahnen, 9 Kilometer (Luftlinie) nordwestlich von Chiasso.

## Geschichte
Meride wird erstmals 852 als Melene schriftlich erwähnt. Später taucht es in Urkunden als Melade (963), Meredo (1443) und Merito (1591) auf. Im Mittelalter gehörte es zur Pfarrei Riva San Vitale und damit zum Bistum Como. Seit 1517 ist Meride eidgenössisch. Bekannte Stuckateure und Kunstmaler stammen aus diesem Dorf. Sie fanden ihre Arbeit in Deutschland, Russland und Frankreich, kehrten in den Wintermonaten heim und verschönerten ihre Häuser. Vereinzelte ihrer Werke sind auch heute noch zu sehen.

## Gemeindefusion
Am 13. April 2013 wurde Meride in die politische Gemeinde Mendrisio eingemeindet.

## Bevölkerung
Einwohnerzahlen: Volkszählungsdaten  Zahl für 2024: Città di Mendrisio

## Sehenswürdigkeiten
Das Dorfbild ist im Inventar der schützenswerten Ortsbilder der Schweiz (ISOS) als schützenswertes Ortsbild der Schweiz von nationaler Bedeutung eingestuft.
- Die schlichte Pfarrkirche San Rocco steht im Zentrum des Dorfes an der Piazza Mastri di Meride und wurde im 17. Jahrhundert erbaut; im Innenraum: Gemälde Santa Lucia (1595) von Giovan Pietro Gnocchi und Sacra Coversazione (um 1850) von Antonio Rinaldi[5]; Glasmalerei Pfingsten (1974) von Roberto Pasotti[6]; Orgel (1841) von Paolo Brambilla[7]
- Museo d’Arte Sacra della Parrocchia di Meride[7][8]
- Etwas abseits und oberhalb des Dorfes befindet sich die Kirche San Silvestro mit Fresken aus dem Jahr 1690 von Francesco Antonio Giorgioli (1655–1725). Die ursprüngliche romanische Kirche wurde im 16. Jahrhundert komplett umgestaltet[9][7]
- Mittelalterliches Portal[7]
- Fossilienmuseum des Monte San Giorgio Museo dei fossili del Monte San Giorgio

Das Fossilienmuseum des Monte San Giorgio in Meride zeigt vor allem Fundstücke vom nahen Monte San Giorgio, die in den letzten 150 Jahren zusammengetragen wurden. Die Fossilien sind 240 Millionen Jahre alt und stammen aus der Zeit, als das damalige Mendrisiotto nur teilweise aus dem Meer aufragte. Gezeigt werden vor allem Meeresfossilien, aber auch Abdrücke der reichen Fauna aus der Mittel Trias. U.a. dem Paläontologen Bernhard Peyer gelangen bedeutende Funde.

## Verschiedenes
- Pfarrei Santi Silvestro e Giorgio, Meride[12]
- Società di Mutuo Soccorso fra gli Operai della Lega dei Tre Castelli di Meride, Arzo e Tremona[13]
- Schalenstein (Zeichenstein) an der Grenze mit Brusino Arsizio und Italien (546 m ü. M.)[14]

## Sport
- Associazione Sportiva della Montagna Arzo-Besazio-Meride-Tremona[15]

## Bilder

Meride. Historisches Bild von Leo Wehrli (1933)
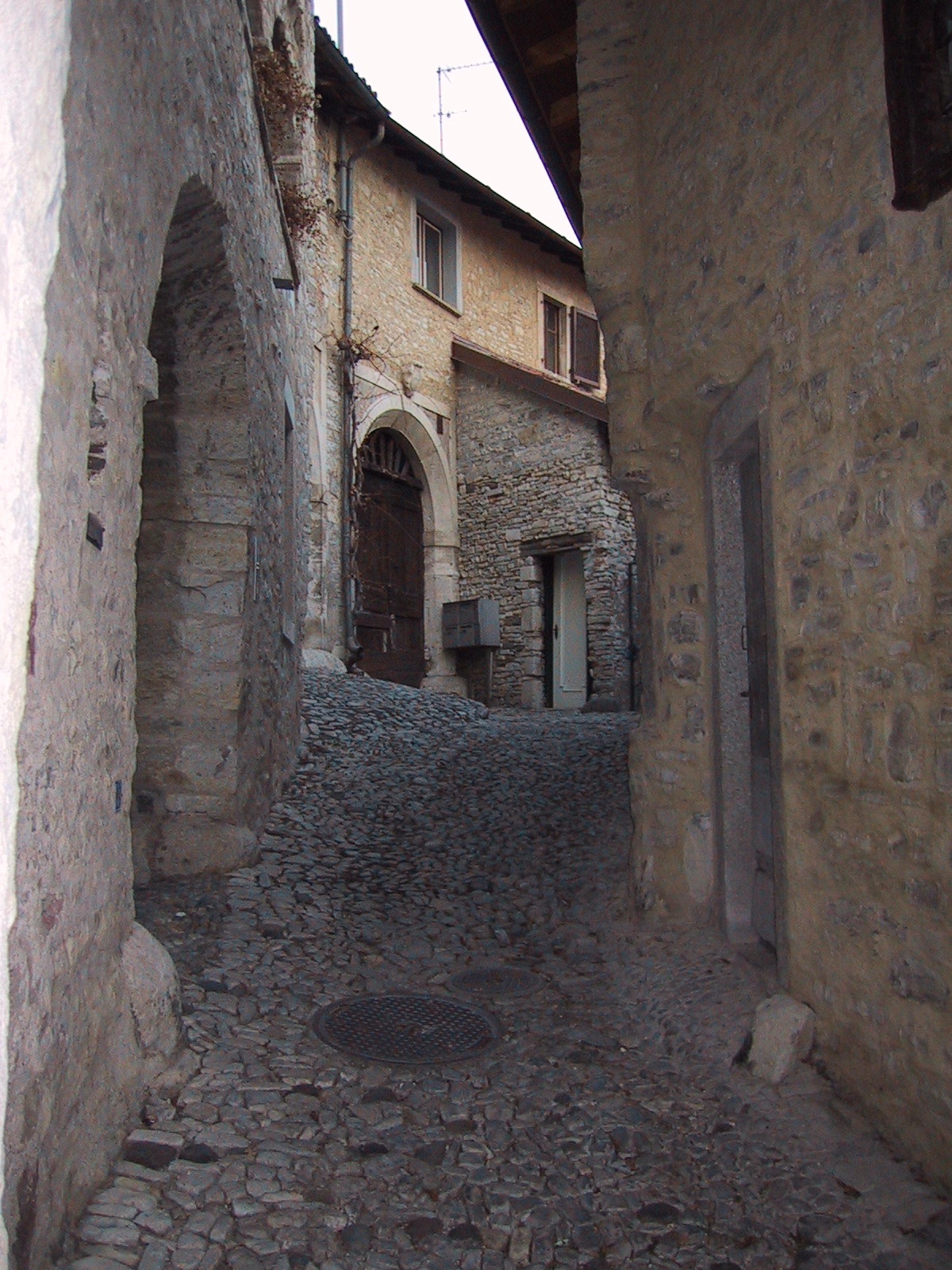
Nebengasse in Meride
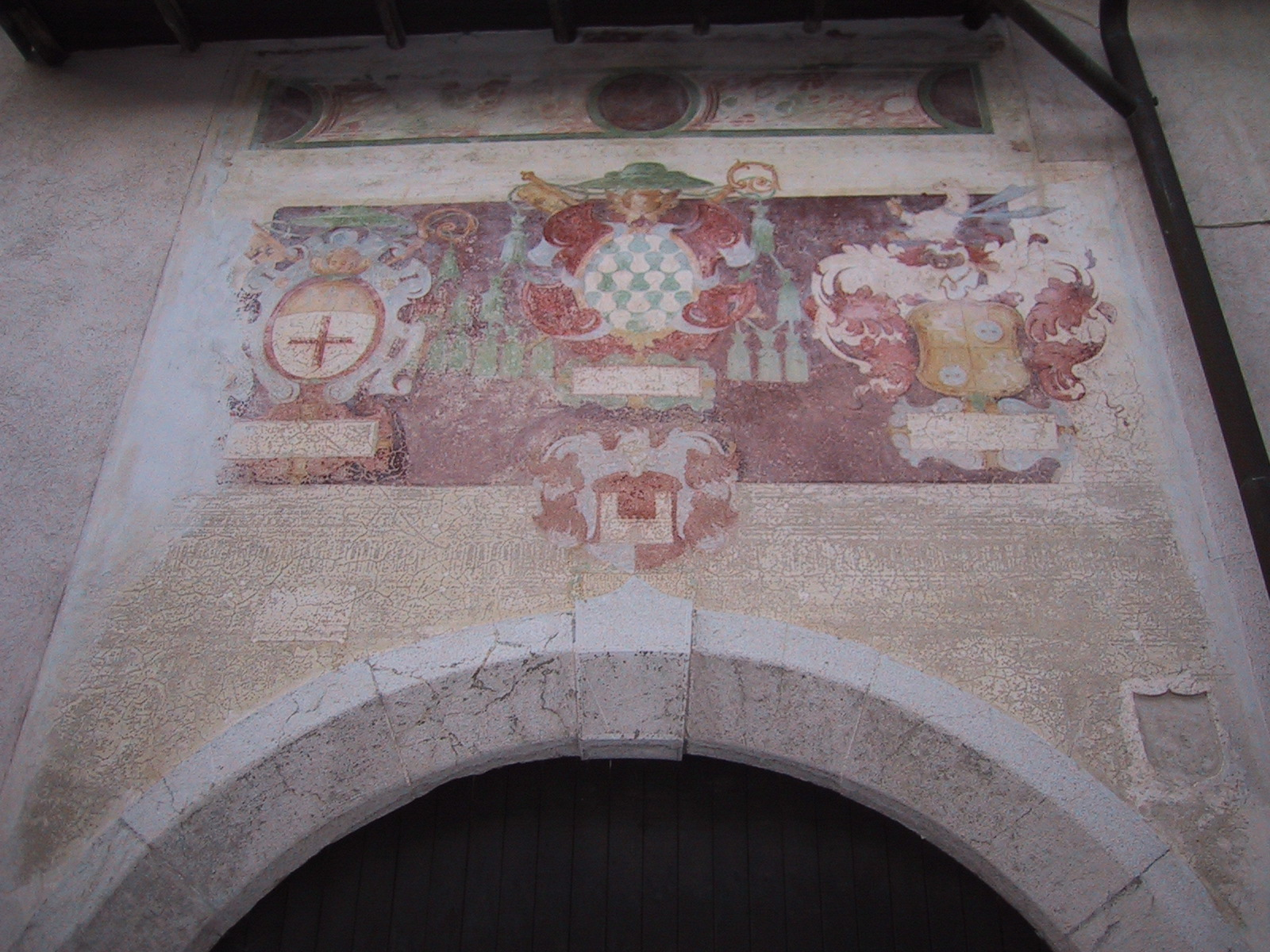
Wandbild an der Hauptgasse in Meride
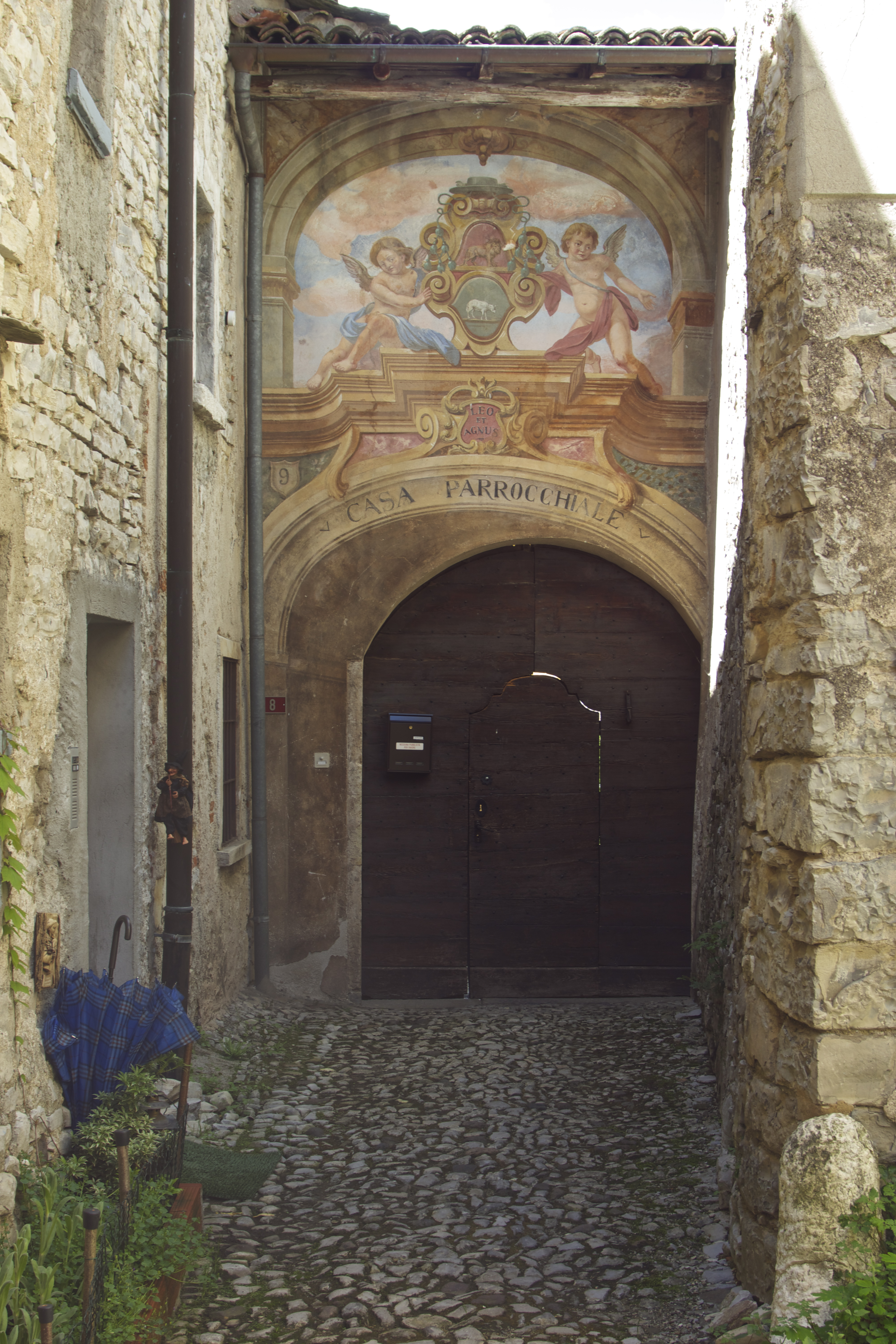
Pfarrhaus Meride
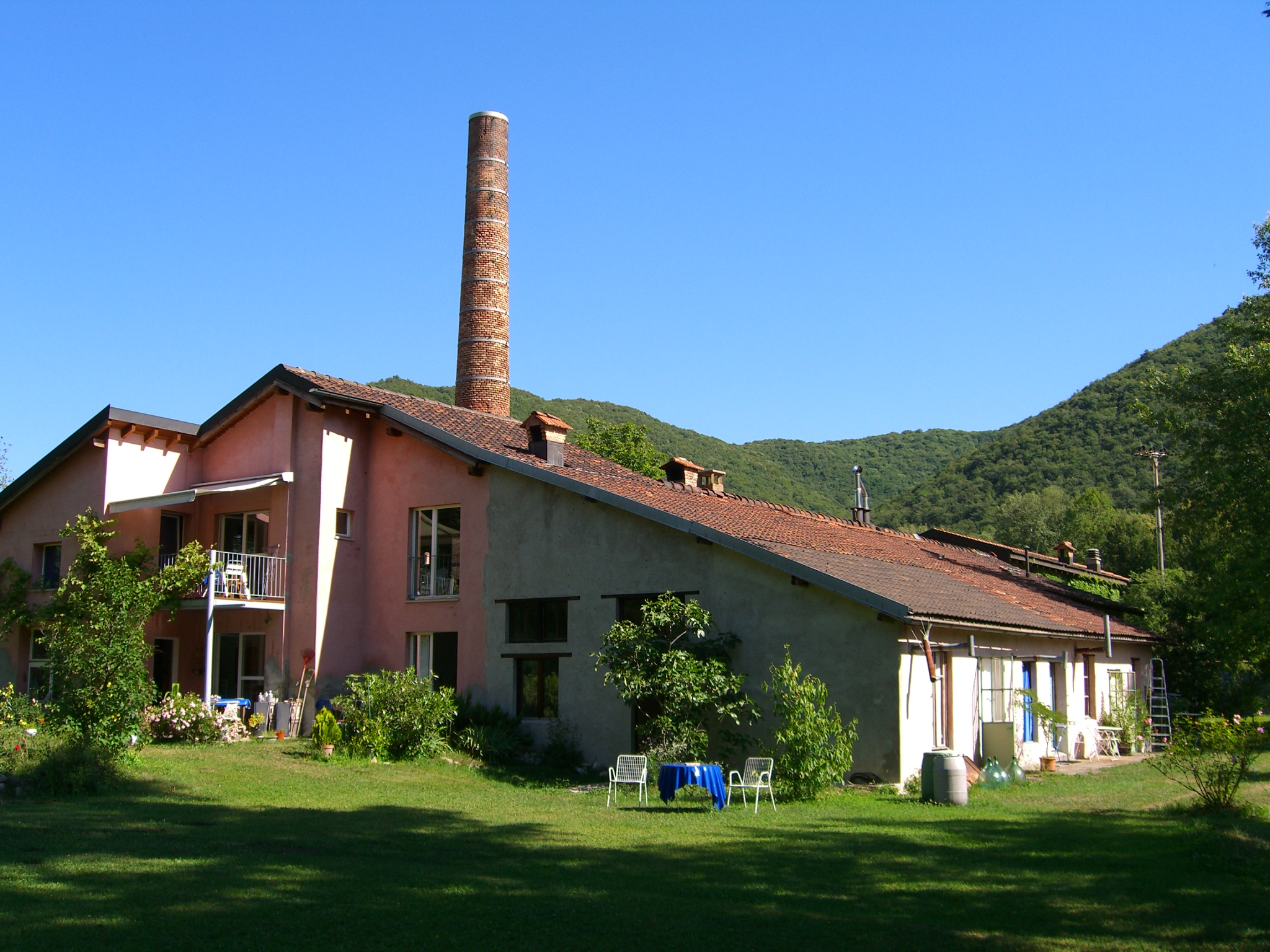